# Schießhaus (Dresden)

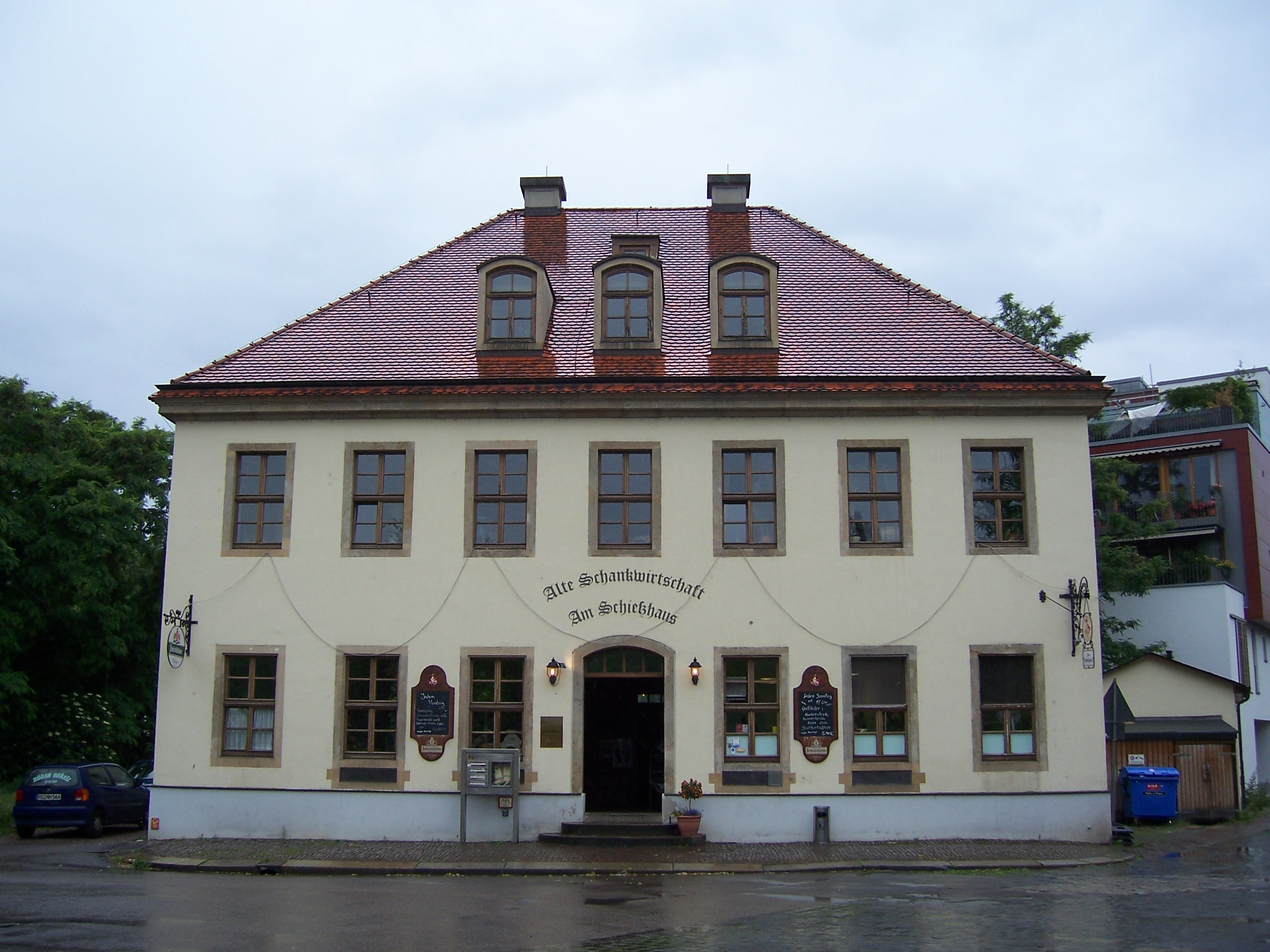
Ehem. Ratsschießhaus 2009, Am Schießhaus 19, 01067 Dresden

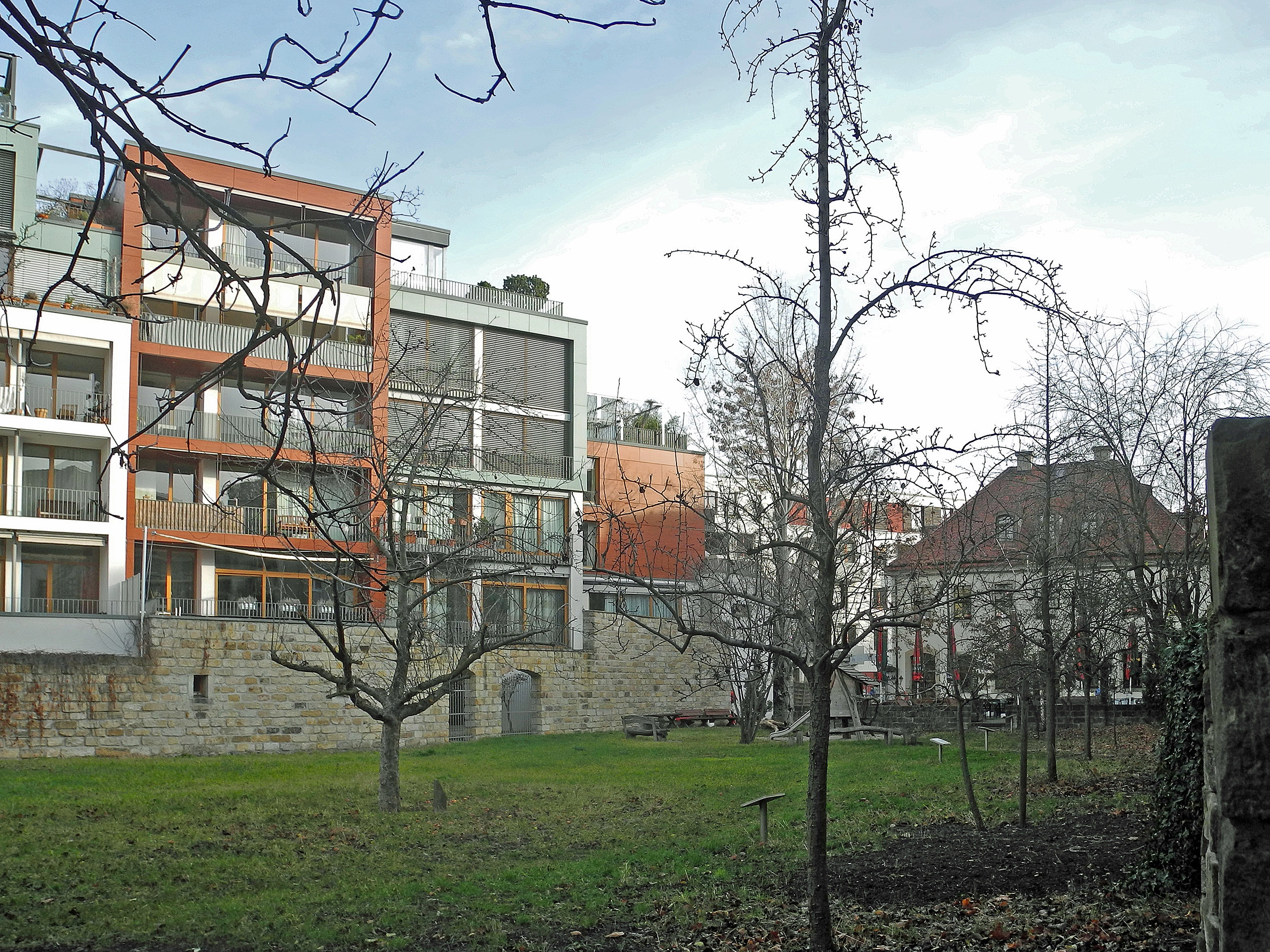
Blick über die ehem. Schießbahn zur Rückseite vom Schießhaus (rechts)

Das Schießhaus auf der Viehweide vor dem Wilsdruffer Tor war von 1554 bis 1873 eine dem Rat der Stadt Dresden unterstellte Schießstätte für die Büchsenschützen. Parallel unterhielt der kurfürstliche Hof ein durch Johann Georg Starcke errichtetes Schießhaus zwischen Residenzschloss und westlich gelegenem Zwingerwall.

## Geschichte

### Entstehung
Das Dresdner Schützenwesen begann vermutlich schon weit vor der ersten Erwähnung 1446, als Kurfürst Friedrich II. die Armbrustschützen privilegierte und den Innungen gleichstellte. Auf der Grundlage einer mittelalterlichen Wehrverfassung oblag es dem Rat der Stadt für die innere und äußere Sicherheit zu sorgen. Hierzu wurden wehrfähige Bürger mit dem Waffenhandwerk vertraut gemacht und zu Wach- und Verteidigungsaufgaben herangezogen. Für das regelmäßige Übungsschießen mit der Armbrust unterhielt der Rat an der nordöstlich gelegenen Stadtmauer einen Ratsschießgarten. Mit der Einführung neuer Wehrtechnik wechselten Teile der Armbrustschützen ihre Bewaffnung und wurden Büchsenschützen. Anfänglich fanden schwere unhandliche Hakenbüchsen, die zu Beginn des 16. Jahrhunderts durch die wesentlich handlicheren Arkebusen ersetzt wurden, Einzug in das Verteidigungssystem der Stadt. Für den Rat wurden die durch Ungenauigkeit und größerer Durchschlagskraft der Büchsengeschosse in Mitleidenschaft gezogenen Schäden im Ratsschießgarten zum Problem. Hinzu kamen die sich zuspitzenden Diskrepanzen in der Auslegung der Schützenordnung beim gemeinsamen Übungsschießen zwischen den Bogen- und Büchsenschützen. Infolgedessen verfügte der Rat, den Büchsenschützen einen eigenen Übungsplatz auf der Viehweide vor dem Wilsdruffer Tor durch das Aufstellen von provisorischen Schießwänden einzurichten und später dort ein Schießhaus zu bauen. Damit ging 1549 die von Amts wegen angestrebte Trennung der Büchsenschützen aus der Bogenschützen-Gesellschaft einher.

### Erstes Ratsschießhaus

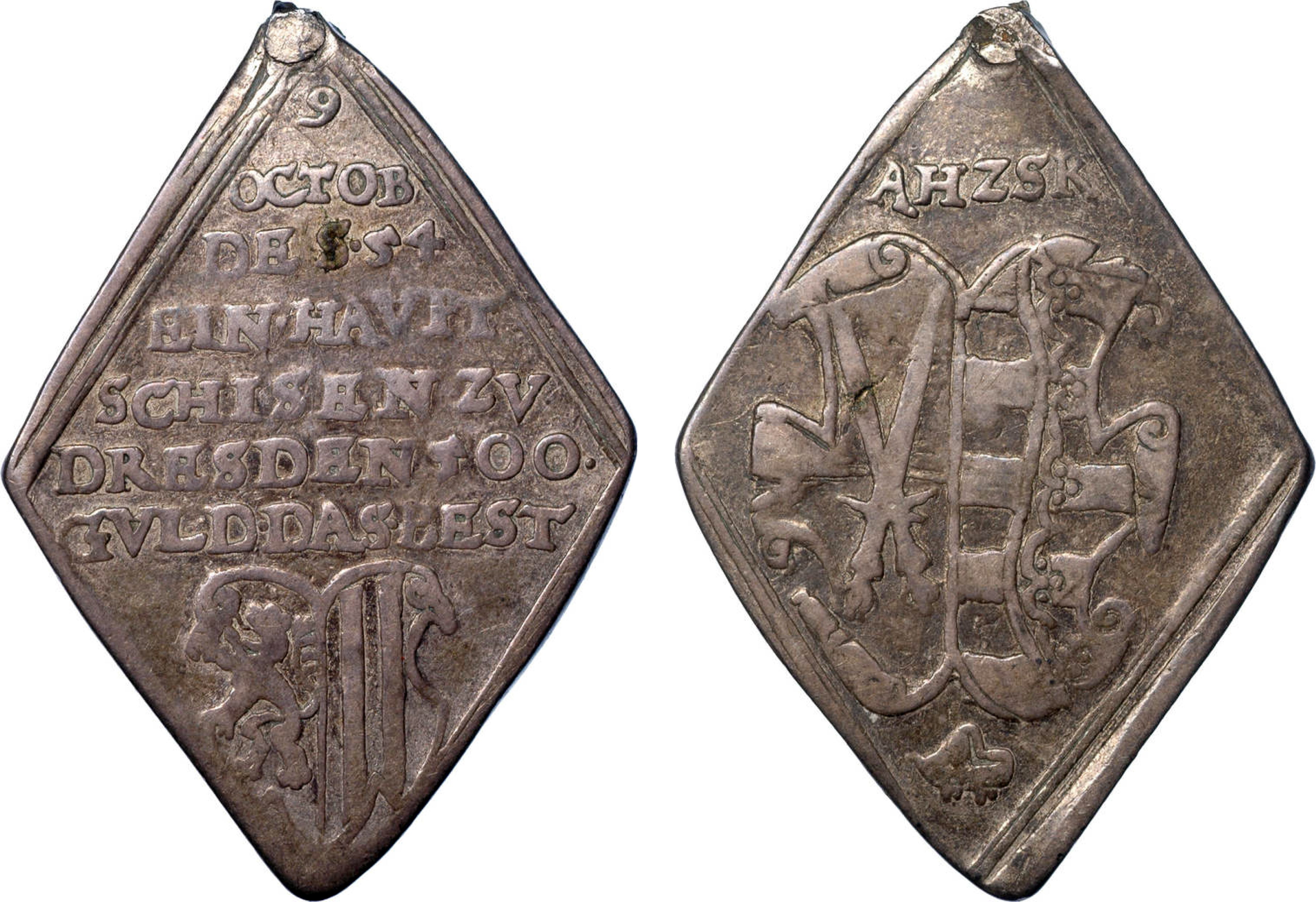
Klippe anlässlich der Eröffnung des ersten Dresdner Ratsschießhauses am 9. Oktober 1554

Anlässlich der Eröffnung und Fertigstellung des ersten Ratsschießhauses am 9. Oktober 1554, ließ Kurfürst August ein Schießen durchführen und beim städtischen Münzmeister Leupold Holzschucher eine Klippe aus Silber prägen. Sie zählt heute zu den ältesten numismatischen Exponaten der Stadt und ist im Münzkabinett der Staatlichen Kunstsammlungen Dresden ausgestellt.
Während des Dreißigjährigen Krieges diente das Gebäude als Lazarett und wurde durch Zerstörung und Plünderung stark beschädigt. Es befand sich am heutigen östlichen Ende der Grünen Straße, unmittelbar hinter der Herzogin Garten.

### Zweites Ratsschießhaus

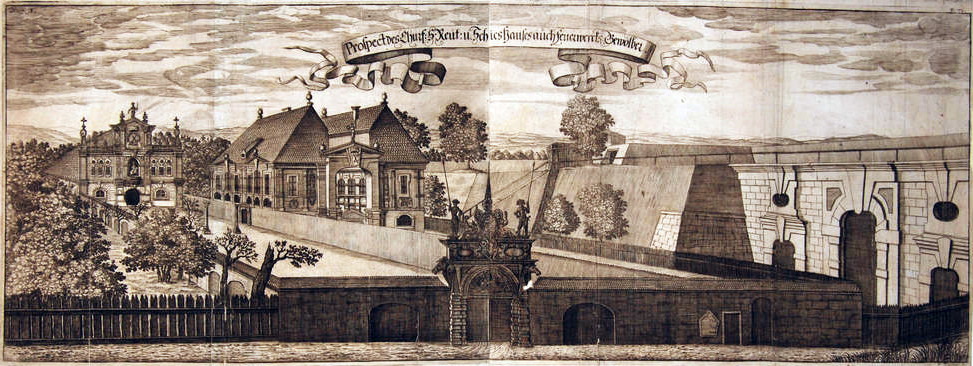
Das kurfürstliche Reithaus (links) und das zweite kurfürstliche Schießhaus (rechts) am Zwingerwall westlich des Residenzschlosses nach der Modernisierung 1673

1656 erhielt der Rat der Stadt von Kurfürst Johann Georg II. die Anweisung, das zerstörte erste Schießhaus wiederaufzubauen. In den vergangenen vierzig Jahren seit Beginn des Dreißigjährigen Krieges wurden in unmittelbarer Nähe der Ratsschießanlage illegal Wohnhäuser errichtet. Entgegen einem Ratsbeschluss, die Häuser wieder abzureißen, verschob man auf Bitten der Besitzer den Neubaustandort in nordwestliche Richtung. Nach einem Jahr Bauzeit wurde das Schießhaus am 25. April 1658 in Betrieb genommen. Es war wie das vorherige in Holzbauweise hergestellt. Die vier Schießbahnen hatten eine Länge von 163,68 Meter und waren von einer Mauer umschlossen, um die Gefährdung der Nachbarschaft durch Querschläger auszuschließen. Trotz aller Sicherheitsmaßnahmen häuften sich die Beschwerden wegen einer angeblich von der Schießanlage ausgehenden Lebensgefahr.
Der Rat erhöhte daraufhin die Schießmauern und ließ aus dickem Holz Schutzblenden einbauen. Dennoch spitzte sich die Auseinandersetzung weiter zu. 1726 verlangte das kurfürstliche Justizamt erstmals vom Rat der Stadt Dresden die Verlegung des Schießhauses.
Daraufhin suchte der Rat gemeinsam mit dem kurfürstlichen Oberbauamt nach geeigneten Ausweichstandorten für eine neue Ratsschießanlage. Nach eingehender Prüfung aller in Frage kommenden Standorte favorisierte der Rat den sicherheitstechnischen Ausbau der bestehenden Anlage. 1763 stellte man eine durch Wurm- und Schimmelbefall begünstigte Baufälligkeit des Schießhauses fest. Die nunmehr als Scheibenschützengesellschaft organisierte Vereinigung der Büchsenschützen beantragte beim Regenten des Kurfürstentums, Prinzen Xaver von Sachsen die notwendige Erneuerung des Hauses.

### Drittes Ratsschießhaus

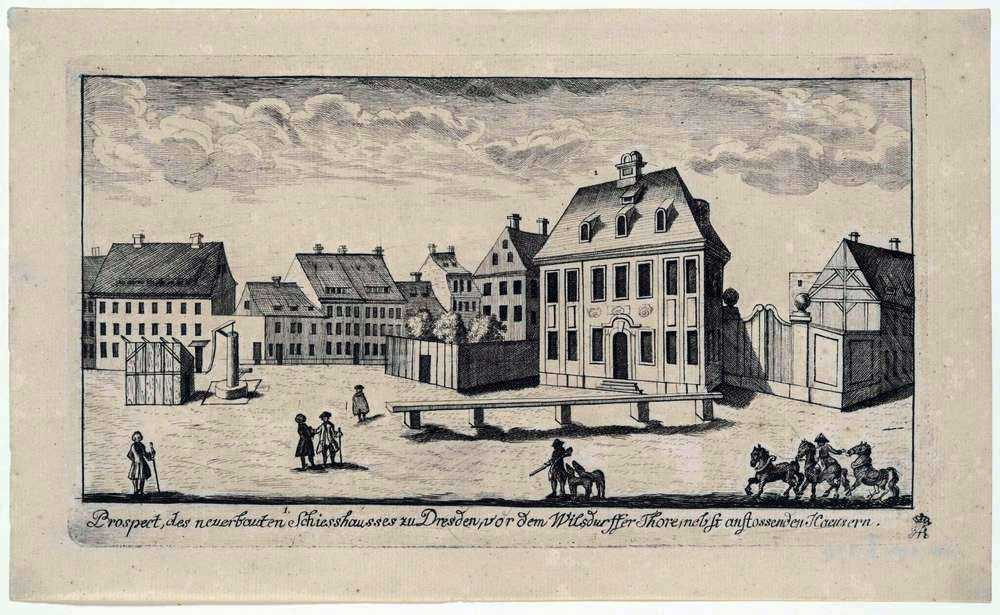
Drittes Dresdner Ratsschießhaus von 1768

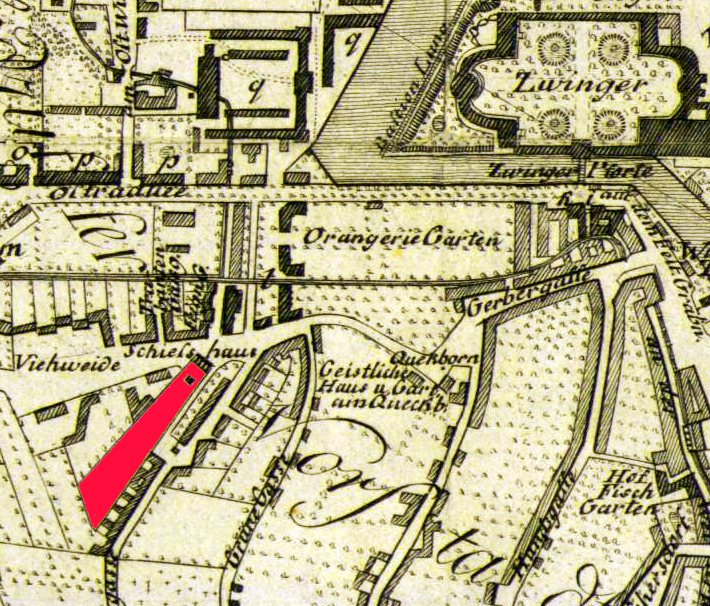
Lageplan der Ratsschießanlage (rot) mit dem dritten Ratsschießhaus 1801

Diesem Antrag wurde stattgegeben und 1766 mit dem Bau eines nunmehr steinernen Gebäudes an der heutigen Ecke, wo „Schützengasse“ und die Straße „Am Schießhaus“ zusammentreffen begonnen. Bei der Ausrichtung orientierte man sich an der vorhandenen Bausubstanz, wobei das neue Schießhaus nun dem alten gegenüber platziert wurde. Die Baukosten beliefen sich auf reichlich 1.500 Taler und wurden komplett von der Stadtkasse getragen. Am 31. Oktober 1768 ging die nach neuesten Sicherheitsvorschriften erbaute Ratsschießstätte in Betrieb.
Nach einer längeren Ruhephase folgte 1825 ein erneuter Versuch seitens der Anwohner, das Schießen zu unterbinden. Die Landesregierung legte dem Rat wiederholt nahe, das Schießhaus an einen anderen Ort zu verlegen. Alle Bemühungen diese Forderung zu erfüllen waren vergeblich und scheiterten meist am Widerstand der Grundstückseigentümer oder an den abschlägigen Bescheiden der zuständigen Genehmigungsbehörden.
Dieses Prozedere wiederholte sich bis dato mehr als siebzehn Mal. 1840 brachte die Schützengesellschaft zum Ausdruck, dass sie sich wegen des fehlenden Kooperationswillens der Behörden nicht weiter an der Suche neuer Standorte beteiligen werde. Sie stellte die von den Beschwerdeführern dargelegte Bedrohungslage in Frage und verwies auf den Bestandsschutz. Letztlich stand zuerst das Schießhaus und erst später siedelte man sich dort illegal an. Nach erneuter Überprüfung der Sicherheitsvorkehrungen durch die königliche Artilleriekommission erging 1842 die Genehmigung, die Anlage vorerst weiter zu betreiben.
1869 gerieten die Dresdner Schützen erneut in Bedrängnis. In der Stadtverordnetenversammlung machte die Interessensvertretung der Hausbesitzer Front und forderte, die seit 423 Jahren bestehende Sonderstellung des gesamten Dresdner Schützenwesens auf den Prüfstand zu stellen. Einige Abgeordnete vertraten die Auffassung, dass Beihilfen gemäß alter Privilegien nicht mehr zeitgemäß waren und forderten deren Abschaffung. Andere forcierten die Aussetzung von Schießübungen auf dem Ratsschießgelände bis zur Herstellung entsprechender Rechtssicherheit. Hinzu wurde von Seiten der königlichen Kreisdirektion in der Angelegenheit der geforderten Verlegung Druck aufgebaut. So kam es, dass sich der Rat der Stadt am 7. Januar 1870 von jeglicher Verantwortung dem Schützenwesen gegenüber befreite und der Scheibenschützengesellschaft die Beschaffung und Verlegung des Schießhauses übertrug.

### Schließung
In einem Ratsbeschluss wurde 1873 die umgehende Schließung des Ratsschießhauses und dessen Schießanlagen verfügt. Damit war der Fortbestand der über Jahrhunderte währenden Beziehung zwischen der Stadt und ihren Büchsenschützen beendet. Als Ablöse erhielten sie 20.000 Taler und erwarben damit 1874 im Dresdner Stadtteil Trachau ein Grundstück, auf dem sie ihre eigene Schießstätte errichteten.

### Umnutzung
Nach dem Weggang der Scheibenschützengesellschaft wurde das Gebäude des ehemaligen Ratsschießhauses kurzzeitig als Wohnhaus und ab 1896 vom „Chemischen Untersuchungsamt der Stadt Dresden“ genutzt. Bei den  Bombenangriffen 1945 blieb das Haus als einziges Gebäude in der Gegend von der Zerstörung verschont. Nach 1945 mieteten sich Teile der Verwaltung des Kombinates Robotron, danach die FDJ-Kreisleitung Dresden-Mitte, das Amt für Medizinalstatistik und die Abteilung Energie und Umwelt des Rates der Stadt ein. Ab 1989 kam es zu Leerstand und Verfall durch Vandalismus und Erosion. 1994 erhielt die Kreishandwerkerschaft Dresden mit ihrem vorgelegten Nutzungskonzept – einer Begegnungsstätte des Handwerkes einschließlich gastronomischer Versorgung – den Zuschlag. Sie investierte rund 3,5 Millionen Deutsche Mark, um das Gebäude im Dezember 1996 seinem neuen Bestimmungszweck zu übergeben. Die ehemalige Schießbahn im hinteren Grundstücksteil verblieb als innerstädtische Grünfläche. Im ehemaligen Rats-Schießhaus befindet sich heute das privat geführte Restaurant „Zum Schießhaus“.